# 生石神社
生石神社（おうしこじんじゃ）は、兵庫県高砂市・宝殿山山腹にある神社である。石の宝殿と呼ばれる巨大な石造物を神体としており、宮城県鹽竈神社の塩竈、宮崎県霧島東神社の飛地境内の天逆鉾とともに「日本三奇」の一つとされている。
石の宝殿は、国の史跡で横6.4m、高さ5.7m、奥行7.2mの巨大な石造物。水面に浮かんでいるように見えることから「浮石」とも呼ばれる。誰が何の目的でどのように作ったかはわかっていない。
山形県にも同名の「生石神社」があり、当社の分社と伝えられている。
「生石」の読みは本来「おうしこ」であるが、「おおしこ」・「おいしこ」と誤表記・誤読されている場合もある。鳥居の扁額には生石子神社と記されている。

## 祭神
大穴牟遅命、少毘古那命を主祭神とし、大国主大神、生石子大神、粟嶋大神、高御位大神を配祀する。

## 歴史
社伝では、崇神天皇の時代、国内に疫病が流行していたとき、石の宝殿に鎮まる二神が崇神天皇の夢に表れ、「吾らを祀れば天下は泰平になる」と告げたことから、現在地に生石神社が創建されたとしている。
石の宝殿について『播磨国風土記』の大国里の条には「原の南に作り石がある。家のような形をし、長さ二丈、広さ一丈五尺、高さも同様で、名前を大石と言う。伝承では、聖徳太子の時代に物部守屋が作った石とされている。」という意味の記述がある。聖徳太子が摂政であった時代には物部守屋はすでに死亡しており、矛盾をはらむ記述ではあるが、8世紀初期には6～7世紀頃に人の手で造られたと考えられていたことになる。風土記が一般に流布されたのは江戸時代後期からであり、それまでの石の宝殿に関する文献で風土記の内容を継承したものは見られない。『万葉集』巻三、生石村主真人の歌にある志都乃石室は石の宝殿のことであるとも言われるが定かではない。
石の宝殿は8世紀以前からあったことになるが、生石神社は『延喜式神名帳』や国史に掲載されておらず、『播磨国内神名帳』の「生石大神」が文献上の初見であるとされる。『峯相記』では生石神社・高御位神社の解説で「天人が石で社を作ろうとしたが、夜明けまでに押し起こすことができずに帰っていった」という内容が記されており、この時期には石の宝殿は人の手によるものではないとする伝承が生まれている。
『播州石宝殿略縁起』では「神代の昔、大穴牟遅と少毘古那が国土経営のため出雲からこの地に至り、石の宮殿を造営しようとして一夜のうちに二丈六尺の石の宝殿を作ったが、当地の阿賀の神の反乱を受け、それを鎮圧する間に夜が明けてしまい、宮殿は横倒しのまま起こすことができなかった。二神は、宮殿が未完成でもここに鎮まり国土を守ることを誓った」となり、『峯相記』より具体的な神格が与えられている。
成務天皇11年、羽後国飽海郡平田村生石（現 山形県酒田市大字生石）に当社の分社が作られた。
1579年（天正7年）、羽柴秀吉が三木合戦の折、神吉城攻略のために当神社を陣所として貸与するよう申し出たが、拒否されたために焼き討ちに逢わせた。（当時の宮司は神吉城主の弟であった。）
焼け残った梵鐘は持ち去られ、関ヶ原の戦いの時に西軍石田三成方の勇将大谷吉継が陣鐘として使用した。敗戦の結果、徳川家康が戦利品として美濃国赤坂の安楽寺に寄進している。鐘の表面には、応永26年乙亥(1419年) 「播州印南郡平津庄生石権現撞鐘」と刻まれている。

## 播州の秋祭り (生石神社)
毎年10月の3週目の土・日曜日に生石神社の秋季例祭が行われる。播州の秋祭り同様に、「よーいやさー」というかけ声でやっさ（太鼓の入っている神輿の大きなバージョン。播磨地域でよく使われる）が入ってきて、竹割りや神輿の喧嘩などが行われる。また、能楽堂では高砂市にある「島」という地区が獅子舞を披露する。他にも、能が披露されたり猿田彦が氏子を追いかけまわる神事も存在する。
なお、岸の屋台は反り屋根型布団屋台であり、これは曽根天満宮の氏子である曽根北之町から譲り受けたものである。また、平津の屋台は神輿型屋台である。

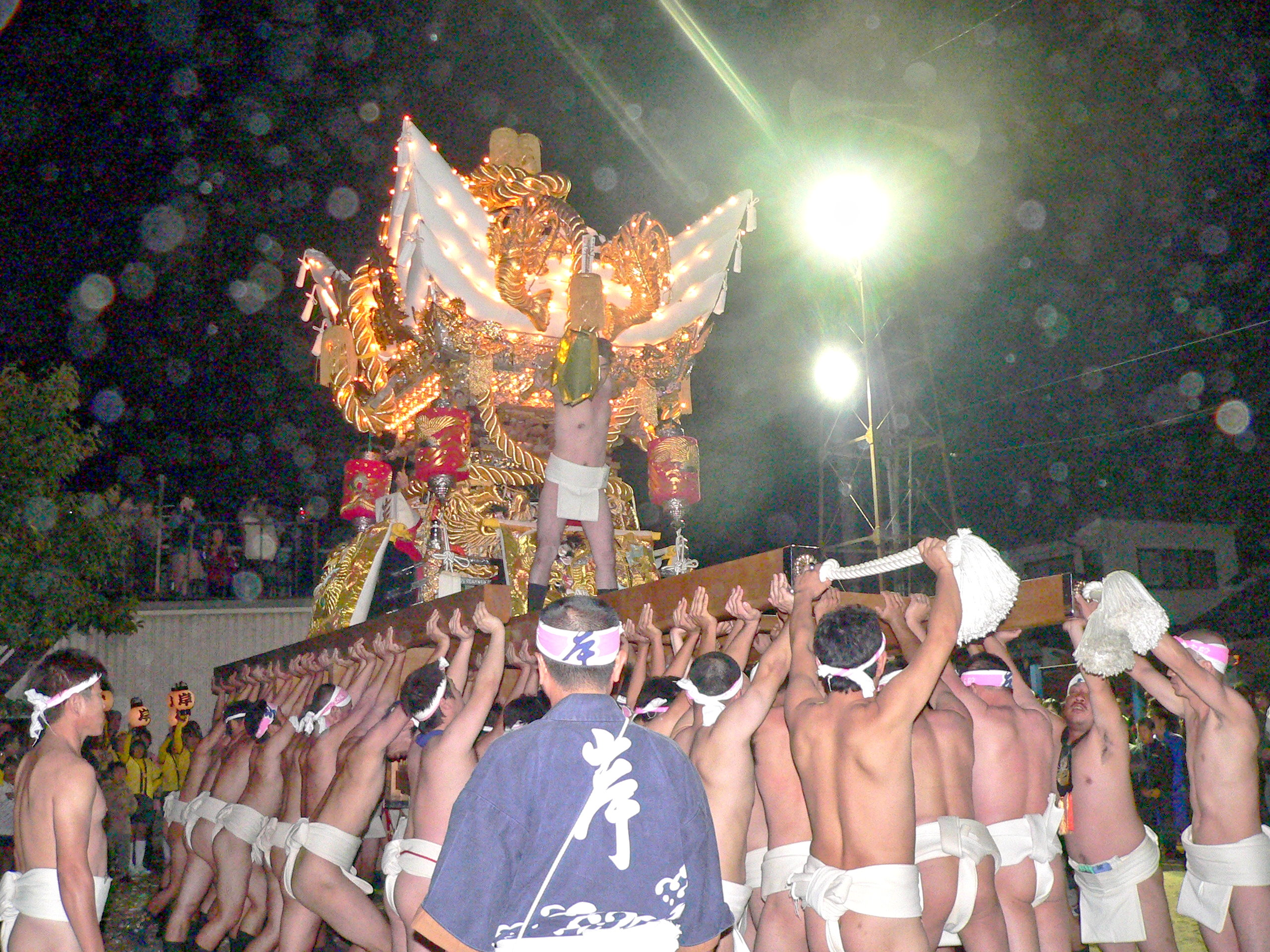
岸の屋台(ヤッサ)・岸第一公園にて撮影(2012年10月21日)

### 氏子一覧
- 岸（兵庫県加古川市西神吉町にある地区）
- 西井ノ口（加古川市東神吉町にある地区）
- 島（高砂市米田町にある地区）
- 魚橋（高砂市阿弥陀町にある地区）
- 神爪（高砂市米田町にある地区）
- 平津（加古川市米田町にある地区）
- 辻（加古川市西神吉町にある法華山谷川の西側にある地区）

## 境内の風景

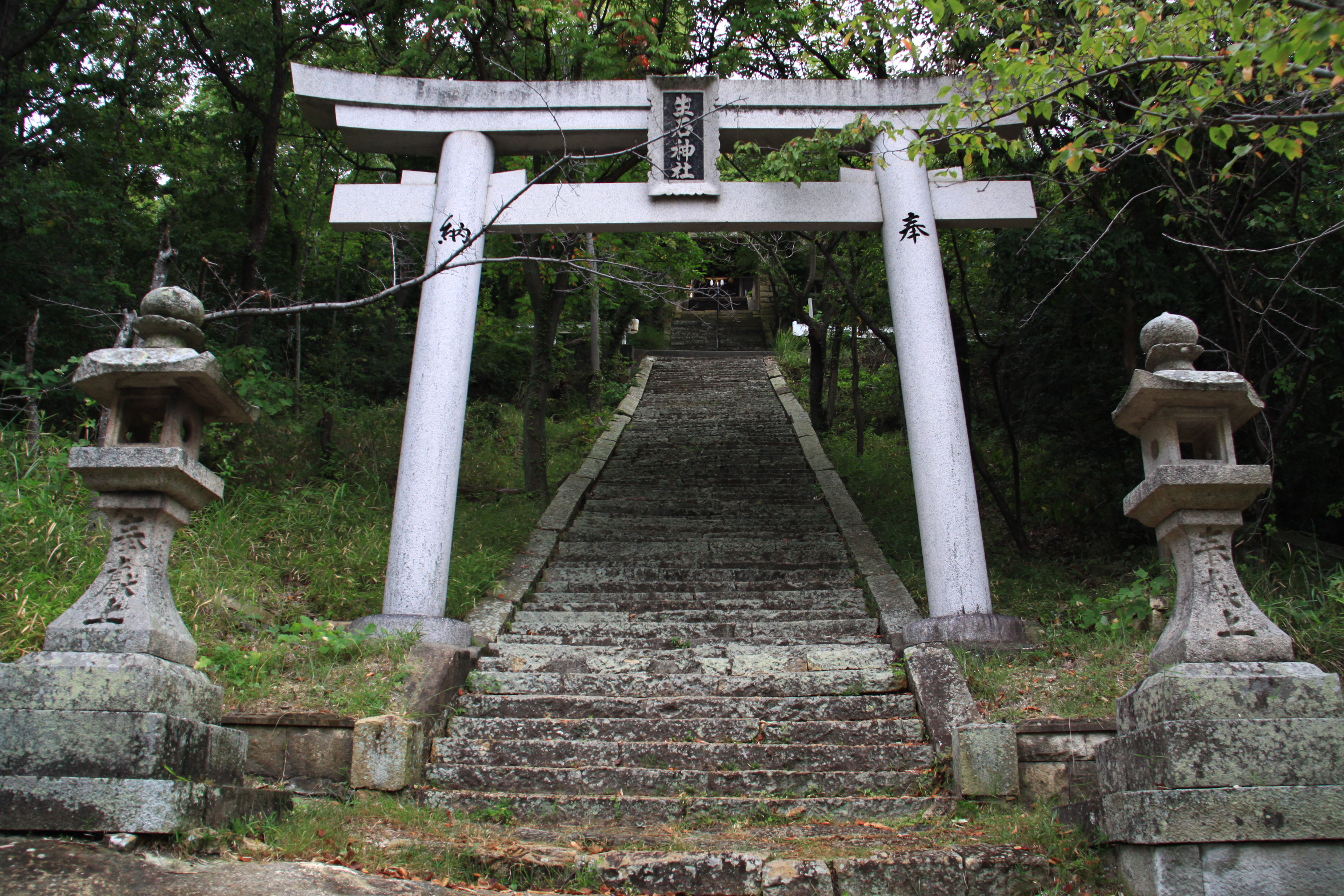
生石神社　鳥居 本殿方向へ参道を見上げるように撮影。頂上付近に拝殿が見える。
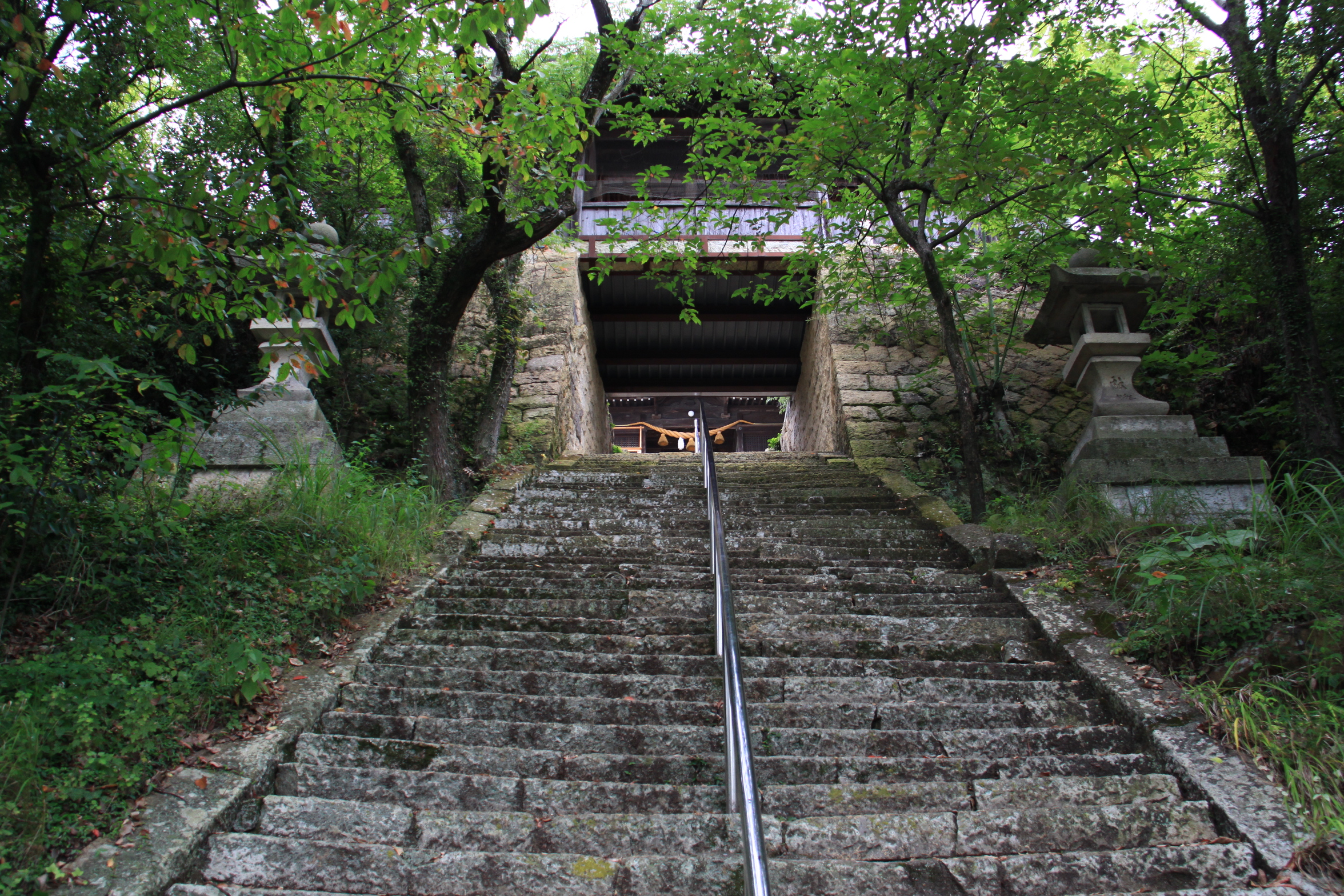
生石神社　拝殿 階段途中を横切る県道から撮影。古い絵図では拝殿となっているが、現在は休憩所のように使用されている。
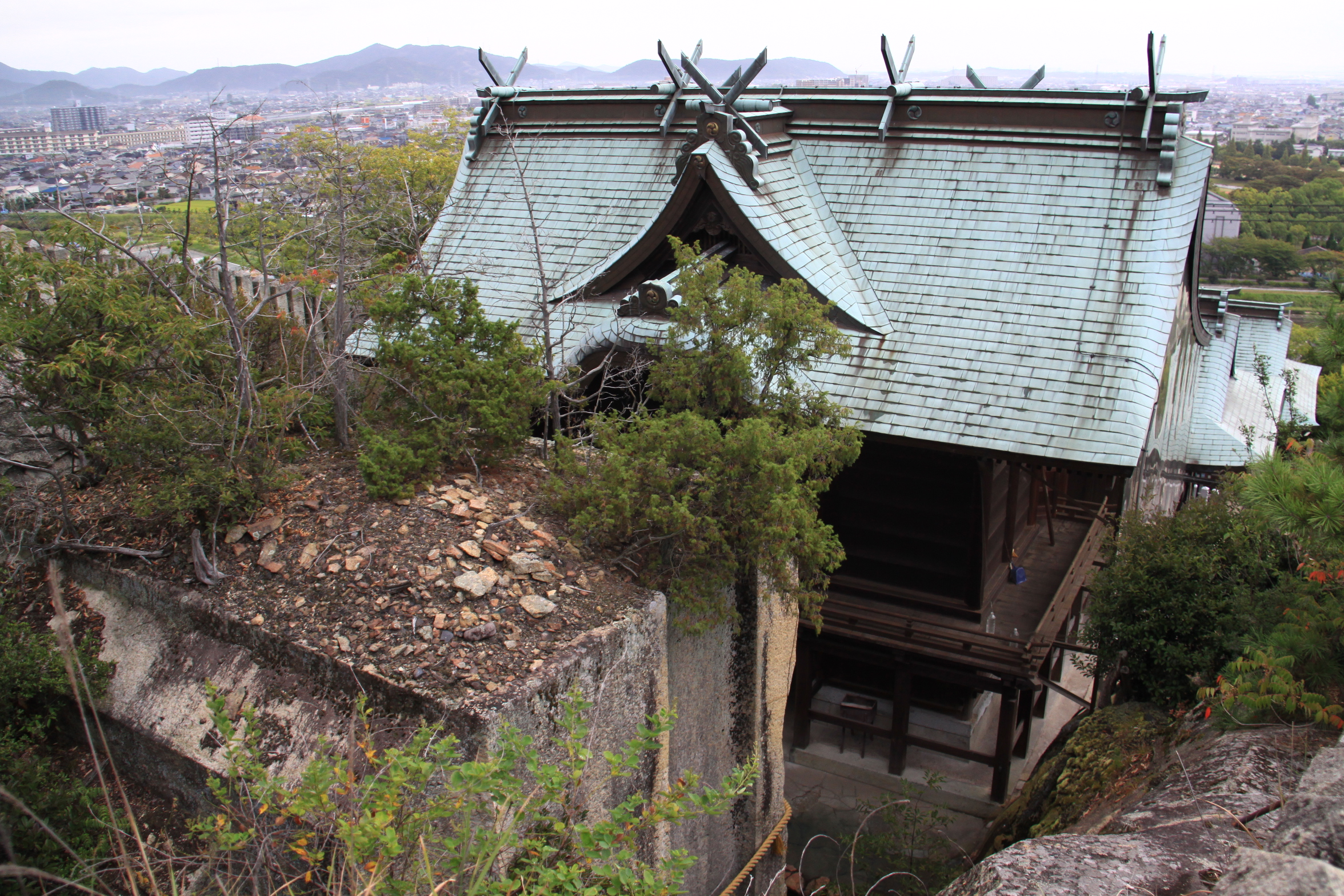
石の宝殿と本殿 手前にある巨石が神体とされている「石の宝殿」。
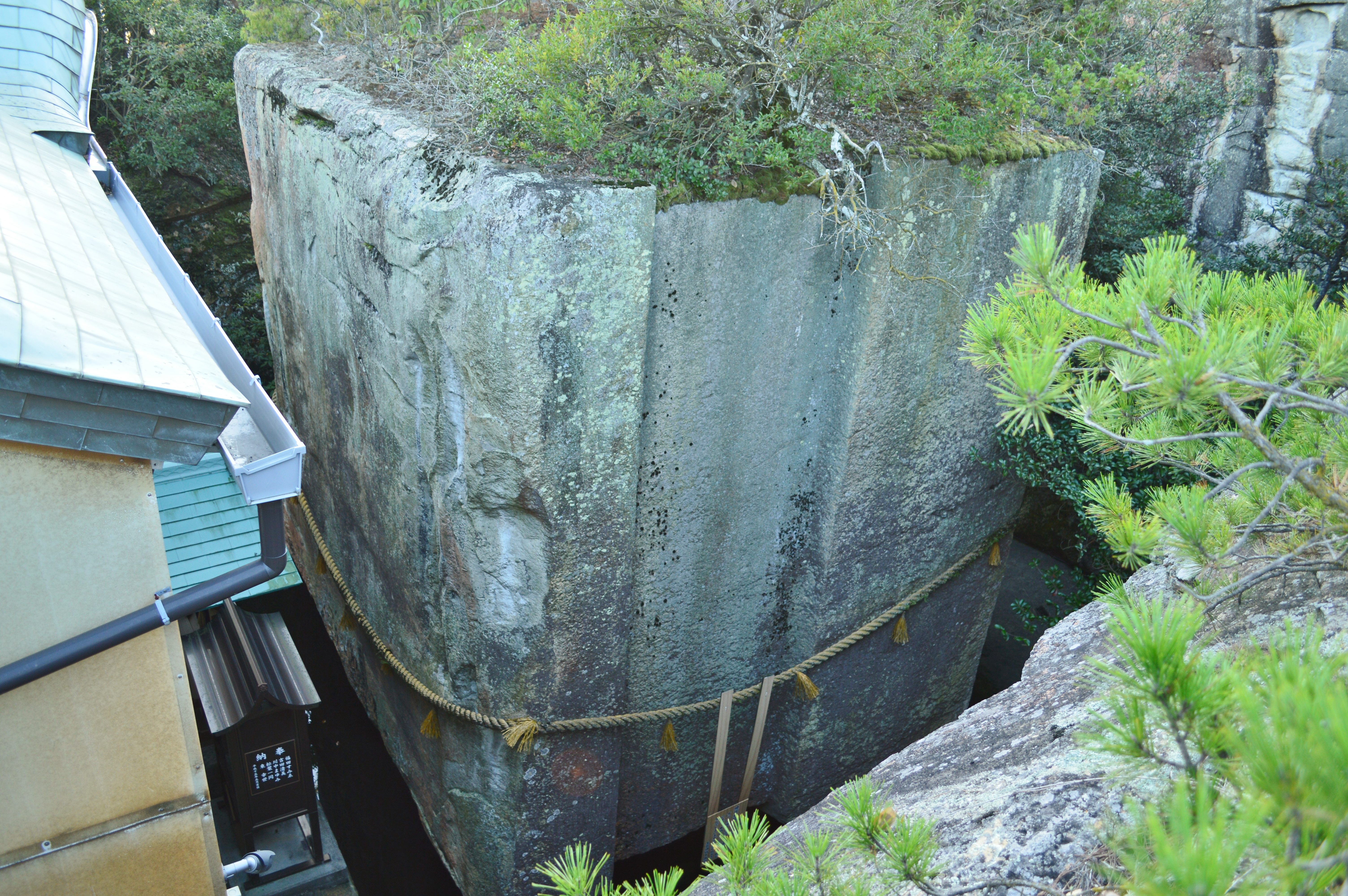
石の宝殿

## 交通アクセス
- 山陽本線（JR神戸線）宝殿駅南口より歩いて25分（駅からは南西に約1.5km）。
- 宝殿駅南口から、じょうとんバス（高砂市コミュニティバス）ふれあいの郷生石下車5分。
- 神社入り口付近に駐車場あり。